# 詹姆斯·勒法努
詹姆斯·勒法努（1950年—）是一位英国一般科醫師（GP）、新聞工作者和作家，《每日电讯报》等杂志的专栏作家，主要作品有《为什么是我们》（Why Us?: How science rediscovered the mystery of ourselves）等。